# Parliament Acts (1911 e 1949)

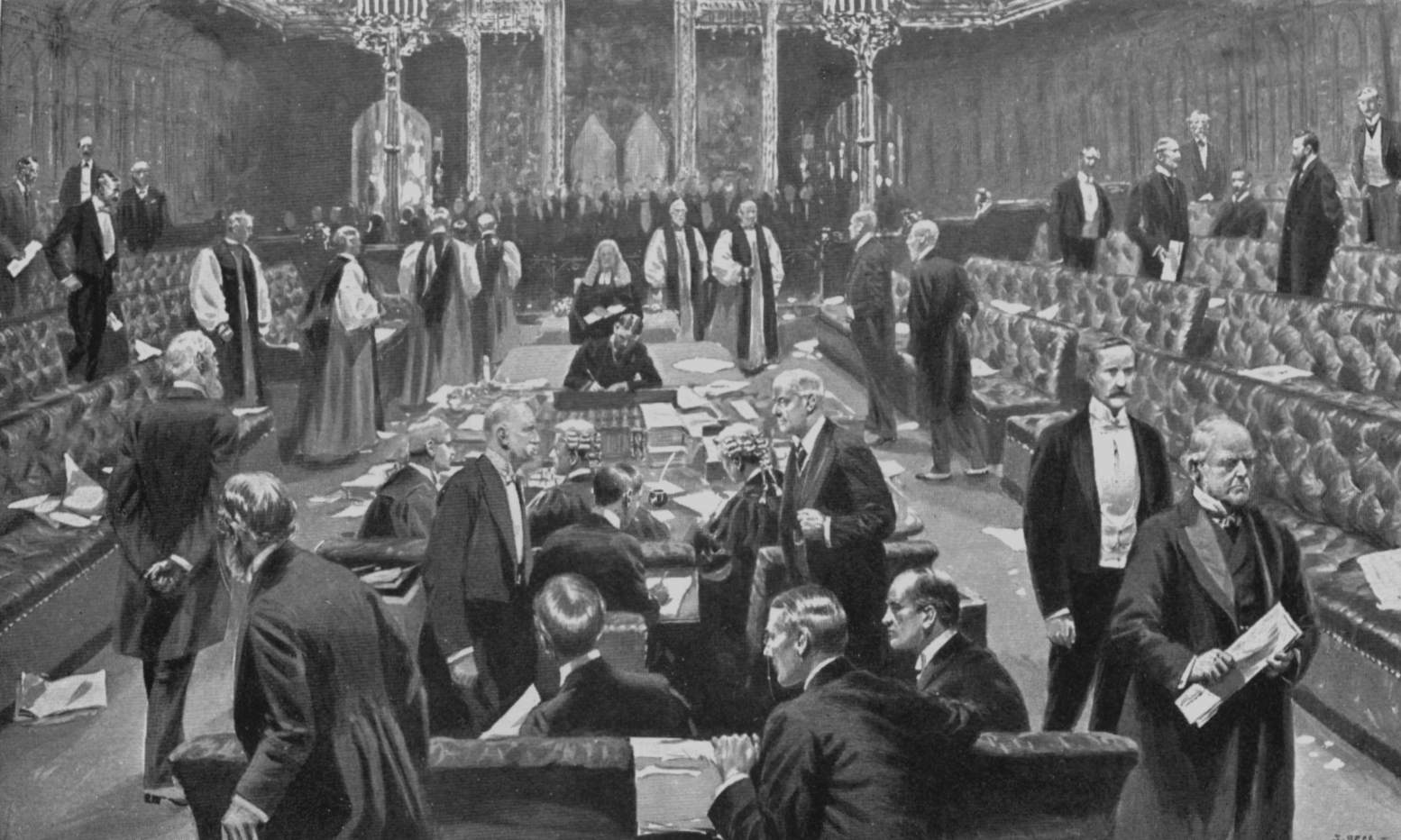
Un momento di una discussione parlamentare del 1911, tratto da un dipinto di S. Begg

I Parliament Acts del 1911 e del 1949 sono due leggi promulgate dal Parlamento del Regno Unito che hanno rilevanza costituzionale. Tali norme, pur essendo distinte, vengono considerate, ai fini interpretativi, come un'unica legge.

## Il parliament act 1911
Il primo provvedimento affermò la supremazia della Camera dei Comuni: rimosse il potere di veto assoluto della camera dei Lord, sostituendolo con un veto sospensivo: la Camera dei Lord non avrebbe più potuto impedire la promulgazione di un disegno di legge approvato dalla Camera dei Comuni, ma soltanto ritardarla per due anni al massimo. La legge ridusse inoltre la durata in carica di una legislatura da sette a cinque anni..

## Il parliament act 1949
Il provvedimento del 1949 limitò ulteriormente il potere della camera dei Lord riducendo il tempo del veto sospensivo, che passò da due anni ad uno.